# Neocorynura peruvicola
Neocorynura peruvicola är en biart som först beskrevs av Embrik Strand 1911.  Neocorynura peruvicola ingår i släktet Neocorynura och familjen vägbin. Inga underarter finns listade i Catalogue of Life.